# Anthony Hamilton (snooker)
Pour les articles homonymes, voir Anthony Hamilton et Hamilton.
Anthony Hamilton, né le 29 juin 1971 à Nottingham, dans les Midlands de l'Est, est un joueur anglais de snooker, professionnel de 1991 à 2025.
Jusqu'en 2017, Hamilton n'a compté que deux participations à des finales de tournois classés, à l'Open britannique en 1999 et à l'Open de Chine en 2002, mais les a perdues toutes deux.
En février 2017, après plus de 26 ans de carrière professionnelle, il saisit enfin sa chance au cours du Masters d'Allemagne où il bat en finale son compatriote Ali Carter sur le score de 9 manches à 6. En réussissant cet exercice, il est devenu le troisième joueur le plus âgé à remporter un tournoi classé derrière Ray Reardon (50 ans) et Doug Mountjoy (46 ans). Hamilton avait quant à lui 45 ans.
Hamilton a fait partie du top 16 pendant cinq saisons, du top 32 pendant 15 saisons, et a atteint son meilleur classement (no 10 mondial) durant la saison 1999-2000.
Au cours de ses 34 années de carrière professionnelle, Hamilton n'a jamais réussi le break maximal de 147 points, avec un 145 au mieux.

## Carrière
Hamilton passe professionnel en 1991 et intègre le top 32 durant la saison 1995-1996. En 1999, il atteint la finale de l'Open britannique qu'il dispute contre Fergal O'Brien. Malgré ses deux centuries dans les deux premières manches, il s'incline 9-7, ayant perdu cinq manches sur la dernière bille noire. L'année suivante, Hamilton rejoint les quarts de finale du championnat du monde, battu 13-3 par John Higgins. Il atteindra ce stade de la compétition à trois autres reprises, sans pouvoir le dépasser.

En 2002, Anthony Hamilton se qualifie pour sa deuxième finale à l'Open de Chine. Il mène Mark Williams 8-5, mais perd finalement 9-8. La même année, il participe à son deuxième quart de finale au championnat du monde mais il est battu 13-6 par le futur champion Peter Ebdon. Au championnat du monde 2004, il est dominé par Ronnie O'Sullivan (13-3) et ne marque que 438 points dans toute la rencontre, le plus petit total de points jamais inscrit dans un quart de finale du championnat du monde. Il détient en contrepartie le record du plus grand nombre de points marqués au premier tour, 1 271 contre Chris Small en 1999, un match qu'il a pourtant perdu 10-9. Pour son dernier quart de finale, en 2007, Hamilton est battu par Stephen Maguire 13-7.

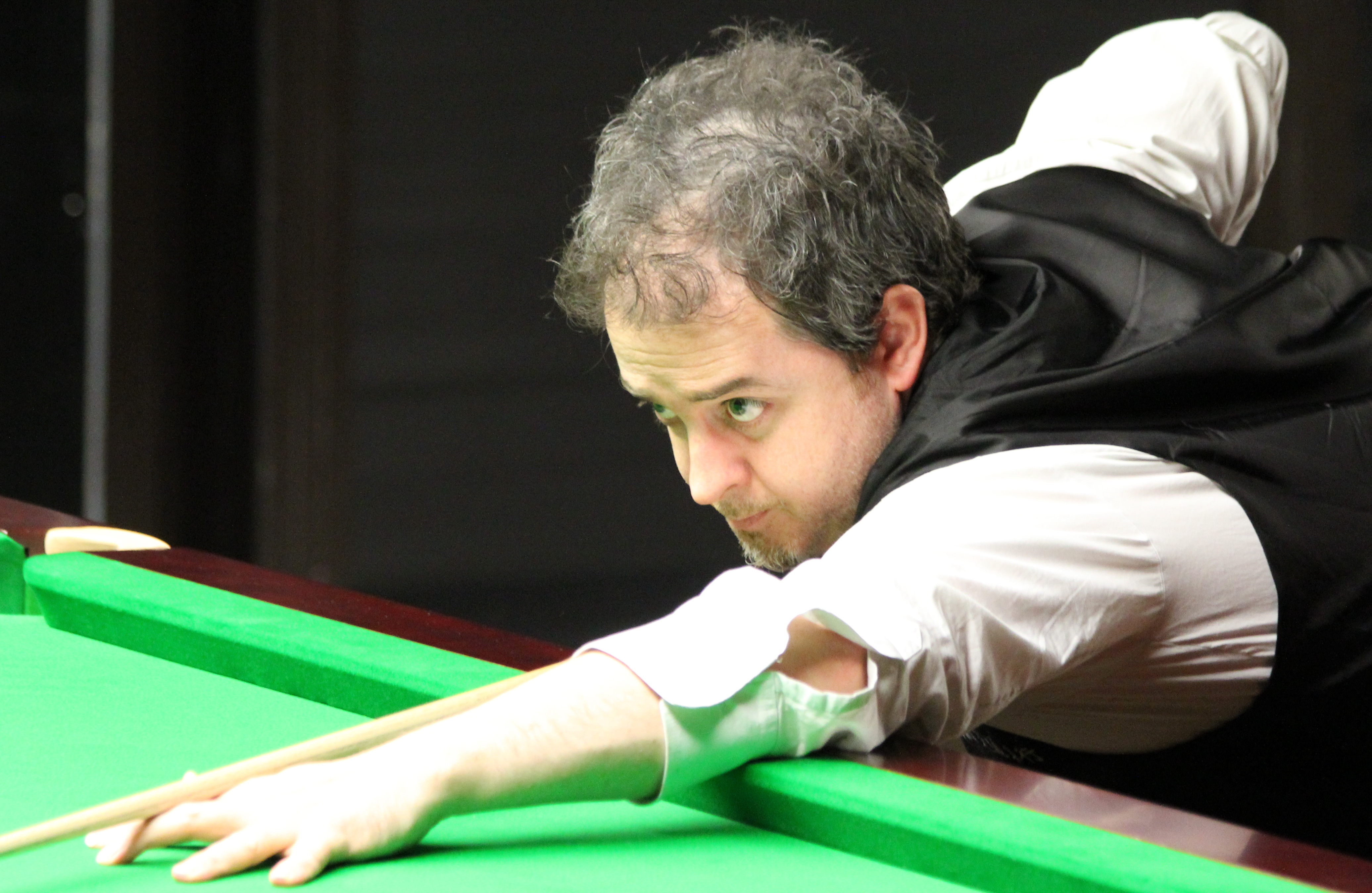
Anthony Hamilton, 2012

Les apparitions de Hamilton en tournoi classé se raréfient depuis 2006. Il réalise toutefois une bonne performance en 2010 avec une finale à l'épreuve de Fürth, en Allemagne, du championnat du circuit des joueurs. Il est à nouveau battu, 4-3, par Judd Trump, futur finaliste du championnat du monde 2011. Aux qualifications de l'Open de Chine 2016, il entre dans l'histoire du snooker avec Kyren Wilson, les deux joueurs ayant effectué six century breaks d'affilée dans un match au meilleur des neuf manches, une performance qui n'était jamais arrivée auparavant.
Entre 2010 et 2016, Hamilton connait une descente progressive au classement, et finit par sortir du top 64 en fin d'année 2016, ce qui ne lui était plus arrivé depuis 1992. 
Il ne s'est plus qualifié au championnat du monde depuis l'édition 2008, où il avait été balayé au premier tour par Stephen Maguire 10 manches à 3.

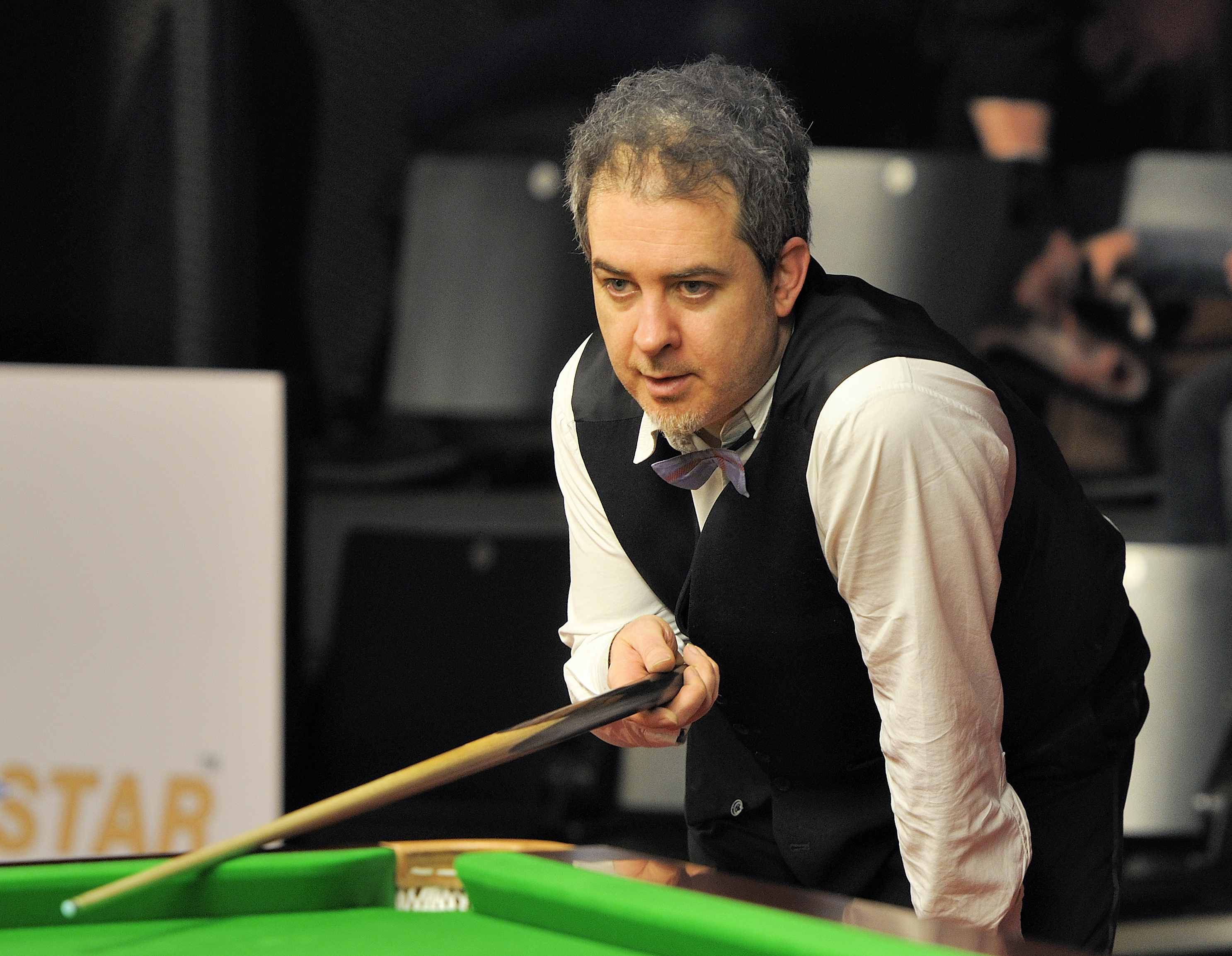
Hamilton au Masters d'Allemagne, 2014

En février 2017, au cours du Masters d'Allemagne, sa victoire en finale face à Ali Carter, no 14 mondial, sur le score de 9 manches à 6 s'est avérée particulièrement laborieuse : mené 2-5, il a remporté 6 manches d'affilée pour mener 8-5. Classé 66e joueur mondial au moment du tournoi, il avait eu à éliminer dans les tours précédents quelques adversaires nettement mieux classés que lui tels que Anthony McGill, no 18 mondial, Mark Selby, no 1 mondial , Barry Hawkins, no 12 mondial et Stuart Bingham, no 2 mondial. Cette victoire semble relancer la carrière de Hamilton qui connait une saison 2016-2017 particulièrement aboutie. Il atteint la demi-finale à l'Open d'Irlande du Nord, performance qui ne lui était plus arrivée depuis l'Open du pays de Galles, en 2009. Pour ce faire, Hamilton se défait du Nord-irlandais Mark Allen en quarts de finale, sur le score de 5-2. Il réalise également trois quarts de finale au cours de cette saison et remonte dans le classement, passant de la dernière place en début de saison à la 25e place mondiale en fin de saison.
Hamilton dispute la demi-finale du Masters d'Europe en octobre 2018, en éliminant le Belge Luca Brecel en huitièmes de finale et l'Anglais Jack Lisowski en quarts de finale. Mais il est battu par Joe Perry, 6-3. Hamilton réitère cette performance l'année suivante, à l'Open d'Inde, mais s'incline contre le jeune joueur chinois Lyu Haotian.
Pendant la saison 2019-2020, il se hisse jusqu'en quart de finale à l'Open d'Irlande du Nord, éliminant en chemin David Gilbert et Kyren Wilson, tous deux classés dans le top 10 mondial. Il est aussi quart de finaliste au Shoot-Out. En fin de saison, il se défait de Scott Donaldson pour une place au championnat du monde, sa première qualification depuis 2008. Toutefois, il décide se retirer à la dernière minute, craignant d'être contaminé par le coronavirus alors qu'il souffre d'asthme. Cette décision est d'ailleurs critiquée par Judd Trump qui explique que Hamilton aurait dû ne pas s'aligner aux qualifications afin de ne pas priver un autre joueur de participer au championnat.   
En panne de résultats depuis plusieurs saisons (notamment à cause de problèmes de vue — voir section « vie personnelle »), Anthony Hamilton finit par redescendre en dehors du top 64 du classement mondial à la fin de la saison 2024-2025 de snooker, ce qui lui coûte sa place sur le circuit. Hamilton se laisse quand même une chance de le réintégrer via les deux tournois qualificatifs disputés en mai-juin 2025. Échouant dans lesdits tournois, il décide de prendre sa retraite du jeu professionnel, après 34 années passées en continu à ce niveau.   

## Vie personnelle
Il est surnommé « Sherrif of Pottingham » et « Swampy ». Né à Nottingham, Hamilton vit désormais à Muswell Hill, au Nord de Londres. En 2001, il a souffert d'une blessure sévère au poignet après s'être interposé lors d'une bagarre dans une discothèque, ce qui l'a contraint de renoncer à trois tournois de la saison 2001-2002, et lui a coûté sa place dans le top 16 mondial.
Hamilton est asthmatique. 
En 2019, l'Anglais subit une opération au niveau des yeux. Cette dernière est manquée et affecte durablement sa vision, précipitant la fin de carrière d'Hamilton.

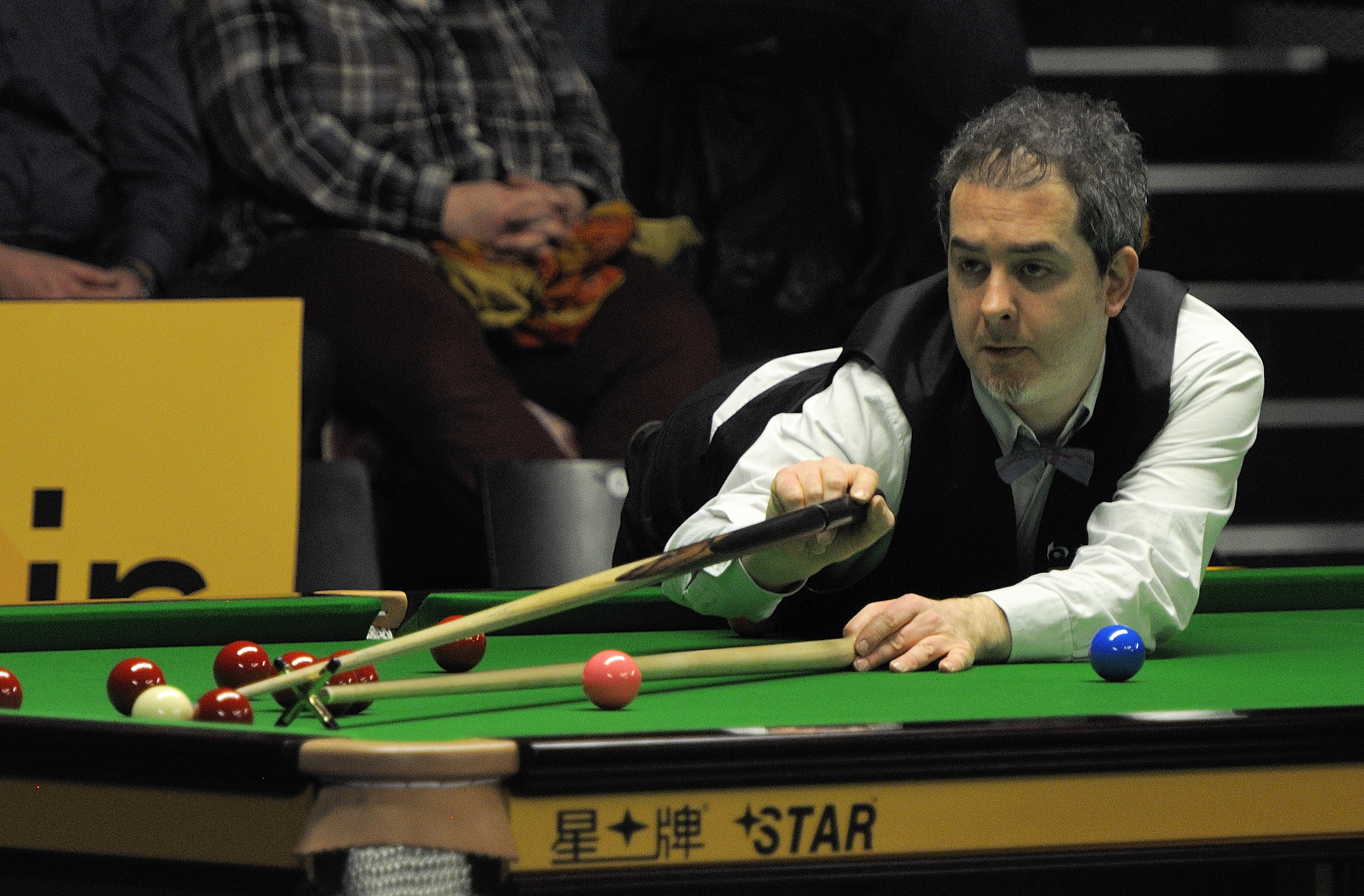
Anthony Hamilton jouant un coup muni du reposoir, en 2014

## Palmarès
| Légende | Catégorie                      | Titres                         | Finales                        |
|         | Tournois classés               | 1                              | 2                              |
|         | Tournois classés mineurs       | 0                              | 1                              |
|         | Tournois non classés           | 4                              | 0                              |
|         | Tournois pro-am                | 1                              | 0                              |
| Gras    | Tournois de la triple couronne | Tournois de la triple couronne | Tournois de la triple couronne |

### Titres
| Saison    | Nom du tournoi                   | Lieu      | Finaliste   | Score | Tableau |
| 1990-1991 | Tournoi Pontins pro-am (automne) | Prestatyn | Joe Swail   | 5-1   |         |
| 1993-1994 | Challenge Strachan (épreuve 1)   | Leicester | Andy Hicks  | 9-4   |         |
| 1993-1994 | Challenge Strachan (épreuve 2)   | Leicester | Paul Davies | 9-4   |         |
| 1995-1996 | Masters d'Australie              | Bendigo   | Chris Small | 8-6   |         |
| 1995-1996 | Open d'Australie                 | Bendigo   | Chris Small | 9-7   |         |
| 2016-2017 | Masters d'Allemagne              | Berlin    | Ali Carter  | 9-6   | Tableau |

### Finales perdues
| Saison    | Nom du tournoi          | Lieu     | Finaliste      | Score | Tableau |
| 1998-1999 | Open de Grande-Bretagne | Brighton | Fergal O'Brien | 7-9   |         |
| 2001-2002 | Open de Chine           | Pékin    | Mark Williams  | 8-9   |         |
| 2010-2011 | Classique Paul Hunter   | Fürth    | Judd Trump     | 3-4   |         |